# Decize
Decize est une commune française située dans le département de la Nièvre, en région Bourgogne-Franche-Comté. Elle est labellisée Cité de Caractère de Bourgogne Franche-Comté depuis 2019.

## Géographie

### Localisation
Située à 198 m d’altitude, Decize est un chef-lieu de canton.
Site touristique fluvial à la jonction du canal du Nivernais et du canal latéral à la Loire, Decize se situe dans le Sud-Nivernais, aux portes du Morvan. Elle se trouve à une trentaine de kilomètres de Nevers et de Moulins et à 260 km de Paris.

### Villages, hameaux, lieux-dits, écarts
(liste non exhaustive)
- Crécy-les-Forges
- Chalon
- Le village de Brain
- Saint-Maurice

### Communes limitrophes
Les communes limitrophes sont  Avril-sur-Loire, Champvert, Cossaye, Devay, Saint-Germain-Chassenay, Saint-Léger-des-Vignes et Sougy-sur-Loire.

### Voies de communication et transports
- Par la route : RN 81 entre Nevers et Pouilly-en-Auxois.
- Par le train : ligne TER entre Nevers et Dijon à la gare de Decize.

### Géologie et relief
Decize est localisée à la bordure sud-est du bassin de Paris, adossée au Nord du Massif central par son coté N.-N.-O. de 320 kilomètres qui rejoint le Morvan et Avallon par L'Isle-Jourdain, La Châtre et Decize.
La ville repose sur le bassin houiller de Decize-La Machine qui se rattache au grand chenal houiller, puis oligocène, de direction N.-N.-E. de 270 kilomètres de long qui traverse en écharpe le Massif central, depuis Noyant (Allier) jusqu'à Asprières (Lot), près Decazeville (Aveyron) et se poursuit au-delà par la faille de Villefranche-de-Rouergue.

### Hydrographie
La commune est au confluent de l'Aron et de la Loire. La Loire, venant de Lamenay-sur-Loire, reçoit sur sa rive droite le bras mort de la Vieille Loire, puis la rivière Aron. Depuis l'Aron, le canal du Nivernais joint le bassin de la Loire à celui de l'Yonne. Sur la rive gauche de la Loire, le canal latéral à la Loire joint Digoin et Briare. Au port de la jonction, ce canal communique avec la Loire.

Vue depuis les quais de la Vieille Loire.
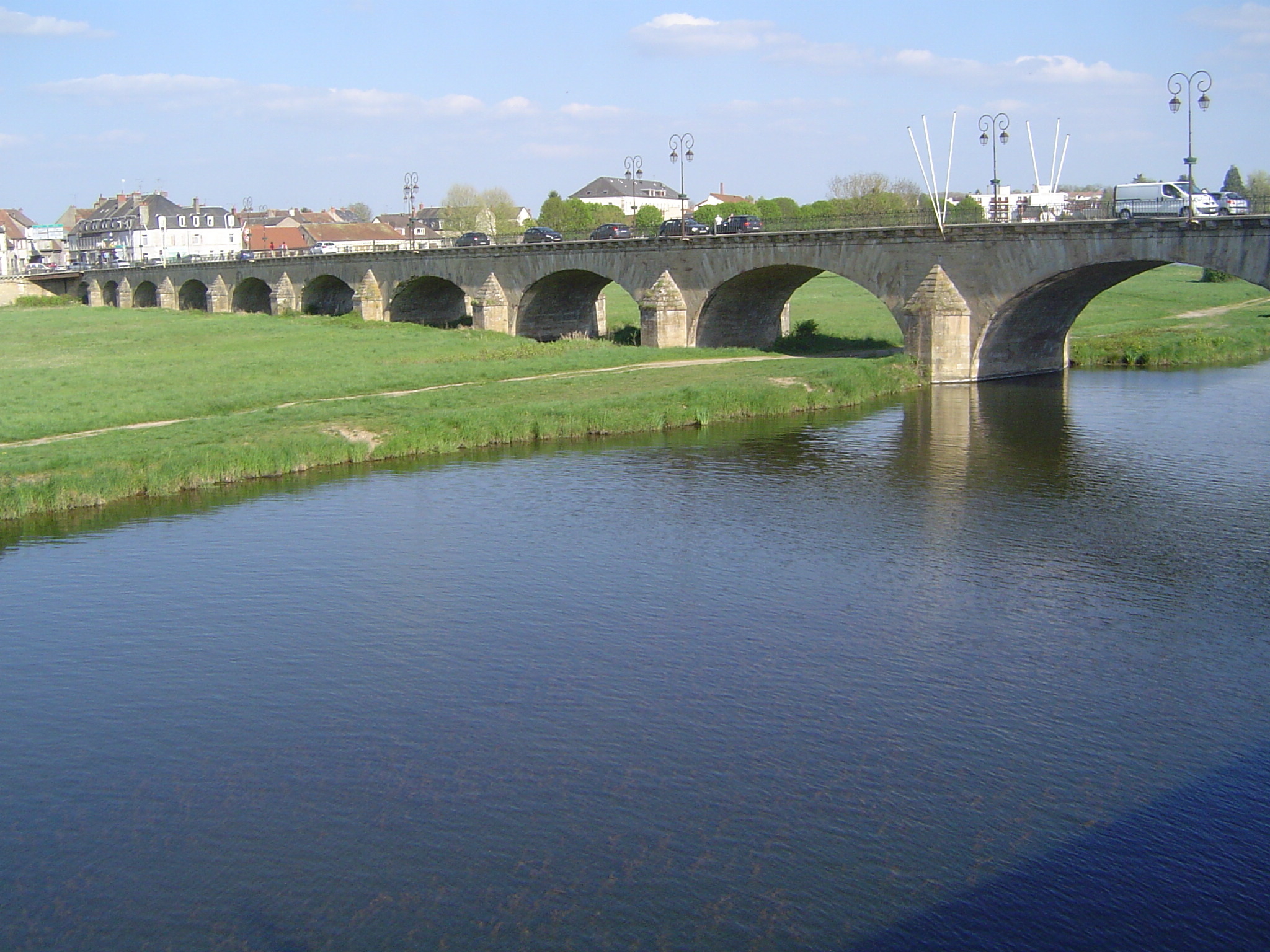
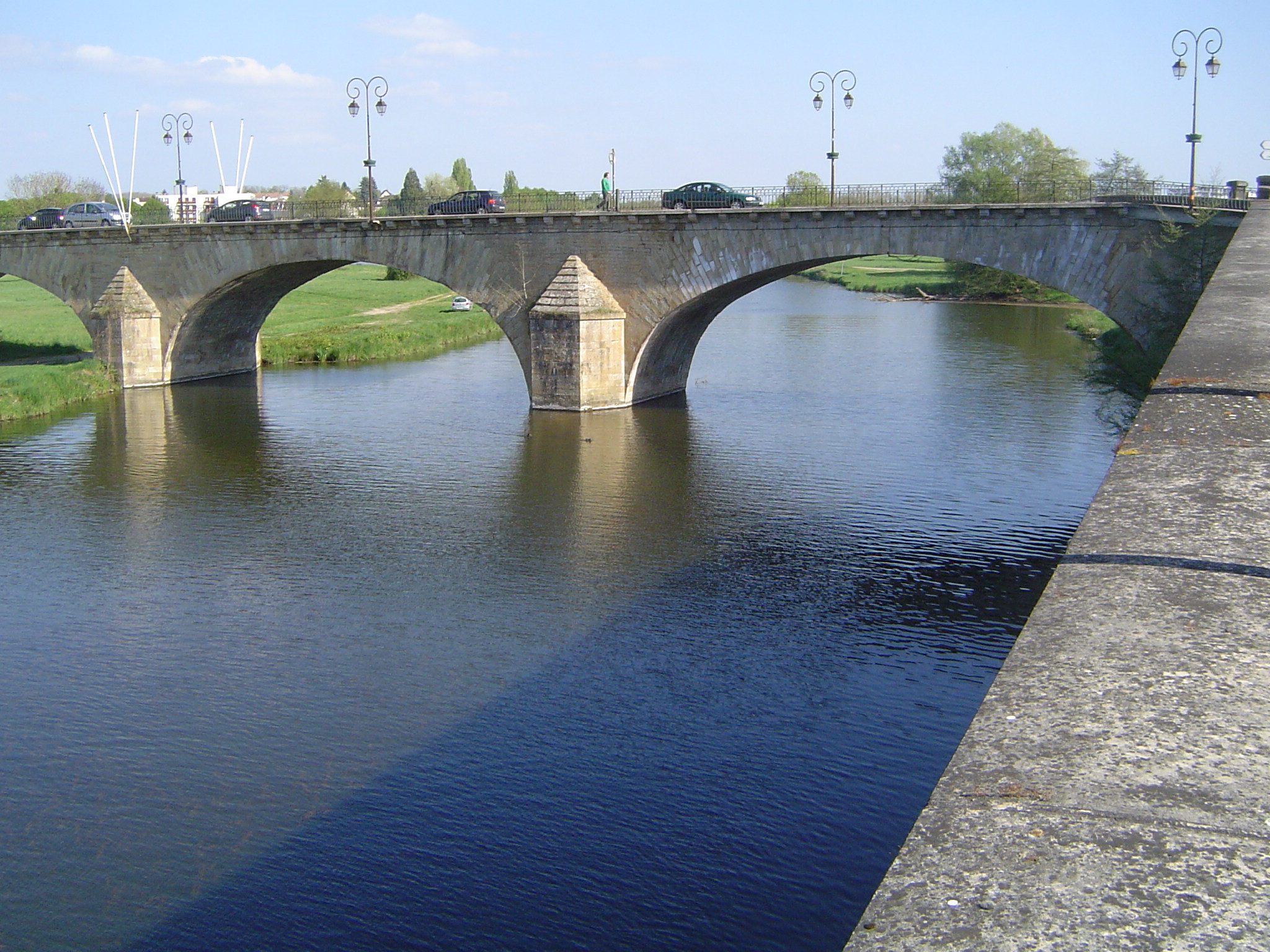

### Climat
Pour des articles plus généraux, voir Climat de la Bourgogne-Franche-Comté et Climat de la Nièvre.
En 2010, le climat de la commune est de type climat océanique dégradé des plaines du Centre et du Nord, selon une étude du Centre national de la recherche scientifique s'appuyant sur une série de données couvrant la période 1971-2000. En 2020, Météo-France publie une typologie des climats de la France métropolitaine dans laquelle la commune est exposée à un climat océanique altéré et est dans la région climatique  Centre et contreforts nord du Massif central, caractérisée par un air sec en été et un bon ensoleillement.
Pour la période 1971-2000, la température annuelle moyenne est de 11 °C, avec une amplitude thermique annuelle de 16,1 °C. Le cumul annuel moyen de précipitations est de 823 mm, avec 12,1 jours de précipitations en janvier et 7,5 jours en juillet. La station météorologique de Météo-France installée sur la commune et en service de 1949 à 2014 permet de connaître l'évolution des indicateurs météorologiques. Le tableau détaillé pour la période 1981-2010 est présenté ci-après.
| Mois                                  | jan.            | fév.            | mars           | avril           | mai           | juin          | jui.           | août           | sep.            | oct.            | nov.             | déc.             | année     |
| ------------------------------------- | --------------- | --------------- | -------------- | --------------- | ------------- | ------------- | -------------- | -------------- | --------------- | --------------- | ---------------- | ---------------- | --------- |
| Température minimale moyenne (°C)     | 0               | 0,1             | 2,3            | 4,6             | 8,6           | 11,7          | 13,6           | 13,2           | 10              | 7,5             | 2,9              | 0,7              | 6,3       |
| Température moyenne (°C)              | 3,4             | 4,3             | 7,6            | 10,5            | 14,7          | 18,1          | 20,5           | 20,1           | 16,4            | 12,5            | 6,8              | 3,9              | 11,6      |
| Température maximale moyenne (°C)     | 6,7             | 8,6             | 12,9           | 16,4            | 20,7          | 24,5          | 27,4           | 27             | 22,7            | 17,5            | 10,7             | 7,1              | 16,9      |
| Record de froid (°C) date du record   | −24 09.01.1985  | −14 10.02.1986  | −12,8 01.03.05 | −7,4 29.04.1966 | −2 07.05.1979 | 1 02.06.1975  | 5,3 12.07.1972 | 2,2 31.08.1986 | −1,1 25.09.1972 | −6,9 30.10.1997 | −10,3 23.11.1993 | −16,2 29.12.1970 | −24 1985  |
| Record de chaleur (°C) date du record | 17,9 10.01.1991 | 20,2 24.02.1990 | 25,5 19.03.05  | 30,7 25.04.07   | 33 30.05.11   | 40,6 22.06.03 | 40 31.07.1983  | 43,1 11.08.03  | 36,4 04.09.05   | 30,7 01.10.1985 | 22,7 02.11.1970  | 18,5 05.12.06    | 43,1 2003 |
| Précipitations (mm)                   | 66,6            | 61,5            | 57,8           | 74              | 86,4          | 72,6          | 65,8           | 67             | 77,4            | 81,4            | 78,6             | 77,7             | 866,8     |

Pour la période 1991-2020, la température moyenne annuelle observée sur la station météorologique de Météo-France la plus proche, « Fours », sur la commune de Fours à 20 km à vol d'oiseau, est de 11,4 °C et le cumul annuel moyen de précipitations est de 904,1 mm. 
La température maximale relevée sur cette station est de 40,8 °C, atteinte le 5 août 2003 ; la température minimale est de −13,2 °C, atteinte le 24 décembre 2001,,.
Les paramètres climatiques de la commune ont été estimés pour le milieu du siècle (2041-2070) selon différents scénarios d'émission de gaz à effet de serre à partir des nouvelles projections climatiques de référence DRIAS-2020. Ils sont consultables sur un site dédié publié par Météo-France en novembre 2022.

## Urbanisme

### Typologie
Au 1er janvier 2024, Decize est catégorisée petite ville, selon la nouvelle grille communale de densité à sept niveaux définis par l'Insee en 2022.
Elle appartient à l'unité urbaine de Decize, une agglomération intra-départementale regroupant deux  communes, dont elle est ville-centre,,. Par ailleurs la commune fait partie de l'aire d'attraction de Decize, dont elle est la commune-centre,. Cette aire, qui regroupe 13 communes, est catégorisée dans les aires de moins de 50 000 habitants,.

### Occupation des sols
L'occupation des sols de la commune, telle qu'elle ressort de la base de données européenne d’occupation biophysique des sols Corine Land Cover (CLC), est marquée par l'importance des territoires agricoles (70,2 % en 2018), une proportion sensiblement équivalente à celle de 1990 (70,3 %). La répartition détaillée en 2018 est la suivante : prairies (51,7 %), terres arables (14,9 %), forêts (14,4 %), zones urbanisées (6,1 %), eaux continentales (3,9 %), zones agricoles hétérogènes (3,6 %), milieux à végétation arbustive et/ou herbacée (2 %), zones industrielles ou commerciales et réseaux de communication (1,6 %), mines, décharges et chantiers (0,9 %), espaces verts artificialisés, non agricoles (0,7 %), espaces ouverts, sans ou avec peu de végétation (0,2 %). L'évolution de l’occupation des sols de la commune et de ses infrastructures peut être observée sur les différentes représentations cartographiques du territoire : la carte de Cassini (XVIIIe siècle), la carte d'état-major (1820-1866) et les cartes ou photos aériennes de l'IGN pour la période actuelle (1950 à aujourd'hui).

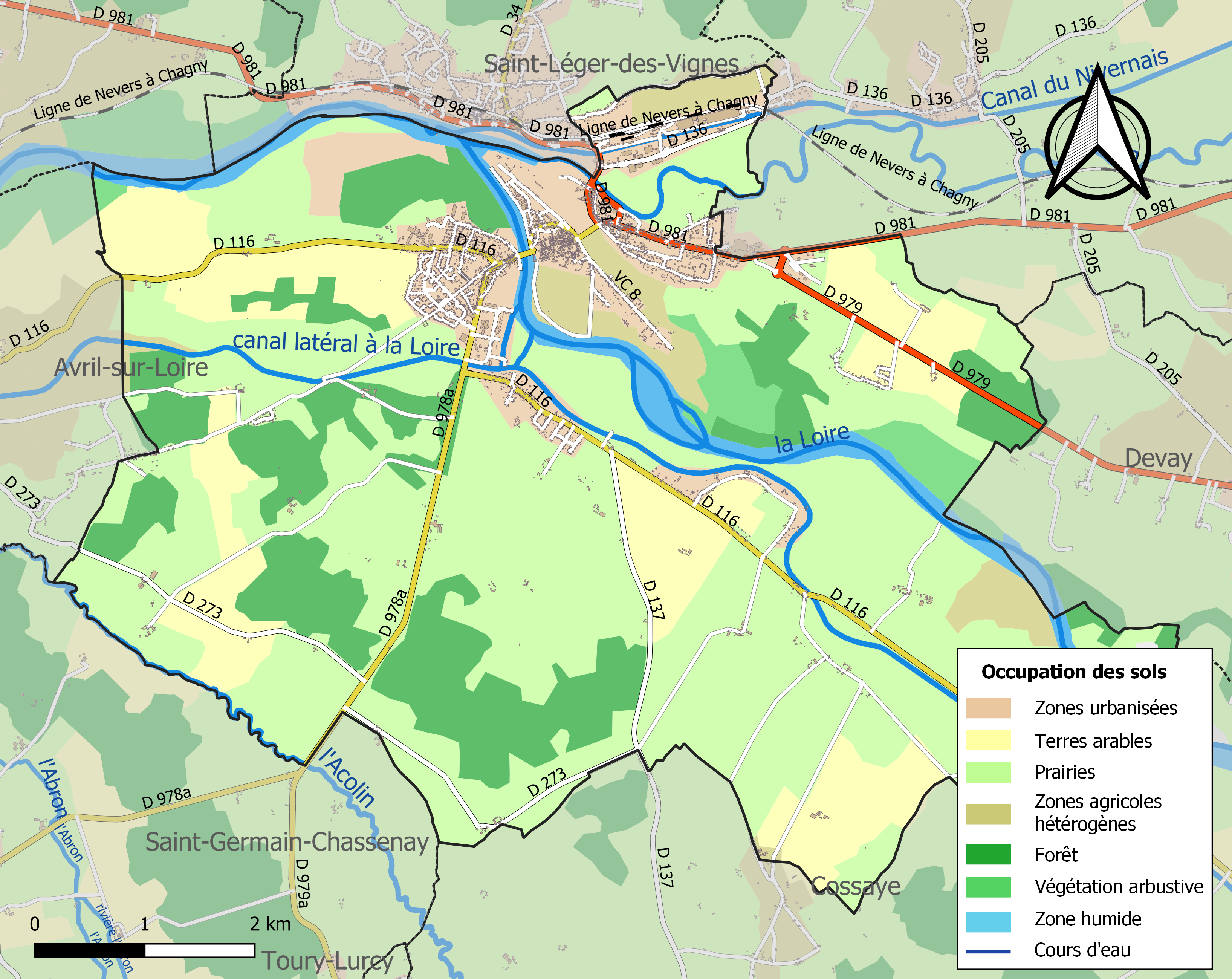
Carte des infrastructures et de l'occupation des sols de la commune en 2018 (CLC).

## Histoire
Placé au carrefour de voies fluviales et terrestres, le site de Decize favorise l'implantation humaine[réf. souhaitée]. Les premières traces d'activité remontent au Néolithique, comme en témoignent les silex retrouvés.

### Époque celtique
À l'époque celtique, Decize est un oppidum des Éduens, connu sous le nom de Decetia. La première mention de Decetia nous est donnée par Jules César, dans ses Commentaires sur la Guerre des Gaules.
Selon ses commentaires (Livre VII, chapitre XXXIII), César y aurait réuni le sénat de la cité pour résoudre le conflit opposant Convictolitavis et Cotos, deux chefs éduens, pour la magistrature suprême (vergobret). César choisit Convictovitalis comme magistrat suprême des Éduens, pensant ainsi en faire des alliés.
La ville est une des stations de la table de Peutinger.

### Moyen Âge
Le Moyen Âge est l'époque qui a laissé le plus de traces de Decize. Installé au départ sur une île de la Loire, le bourg s'est rapidement étendu de part et d'autre du fleuve.
On raconte qu'au milieu du VIe siècle le corps de l'évêque Aregius, mort à Nevers, fut placé dans une barque qui, sans aucune aide, aurait remonté la Loire jusqu’à Decize, où il fut enterré. Sous le nom de Saint-Aré, il devint donc le protecteur de la ville et le saint patron de la paroisse.
Les comtes de Nevers y font établir un château, aujourd'hui en ruines, et des murs d'enceinte dont témoigne encore la porte du Marquis d'Ancre.
Au XIe siècle, des bénédictins se sont installés dans la ville et y ont fondé le prieuré Saint-Pierre, qui passera plus tard (au XVIe siècle) aux mains des religieux Minimes, qui reconstruisirent une partie des bâtiments du couvent et de l'église.
Pendant la guerre de Cent Ans, Decize est un instant une cité bourguignonne en face de Saint-Pierre-le-Moûtier. Ses fortifications et son château ne sont jamais attaqués et ce malgré quelques alertes.

### Temps modernes
En 1480, « La plupart des maisons de la ville, où était la meilleur assiète et marché près la Croix-Voisin » sont « arsées et brulées ». En 1525, la cité est saccagée et pillée par une bande de soudards conduits par le compte de Belle joyeuse et revenant d'Italie, après Pavie, pour se rendre en haute Picardie. Les faubourgs sont réduits en cendre et 340 habitants sont tués. En 1529, la peste règne d'avril à octobre. Le 1er septembre, un violent incendie détruit la majeure partie de la ville ne laissant que quelques maisons intactes.
Au cours de la Fronde, elle reste fidèle au roi, nonobstant les agissements de certains de ses capitaines. Dès le XVIe siècle, l'emprise du gouvernement royal est telle que, en 1587, la ville est rattachée administrativement à la généralité de Moulins et relève du bailliage de Saint-Pierre-le-Moutier.
De 1691 à 1694, Marcelline Pauper (1666-1708) va fonder dans la ville une succursale des Sœurs de la Charité de Nevers pour soulager la misère du peuple. Au XVIIIe siècle, la ville subit de nombreuses transformations. Guillaume Godard, 1er maire de Decize de 1772 à 1779 et conseiller du roi à la connétablie de France, organise la construction du pont sur la Vieille Loire et pose la première pierre en 1775 (le pont fut achevé en 1783). Lors d'une famine, et pour donner du travail aux indigents, il fait construire la promenade des Halles en y faisant planter des platanes dont certains existent encore aujourd'hui. La promenade fut inscrite en 1932 au titre des sites naturels classés[réf. nécessaire].
Au cours de la période révolutionnaire de la Convention nationale (1792-1795), la commune a porté provisoirement les noms de Decize-le-Rocher et de Rocher-la-Montagne.
Elle fut chef-lieu de district de 1790 à 1795.
Entre 1790 et 1794, les communes voisines de Brain, Saint-Maurice-les-Decize et Saint-Prive-les-Decize sont rattachées à Decize.

### XXesiècle

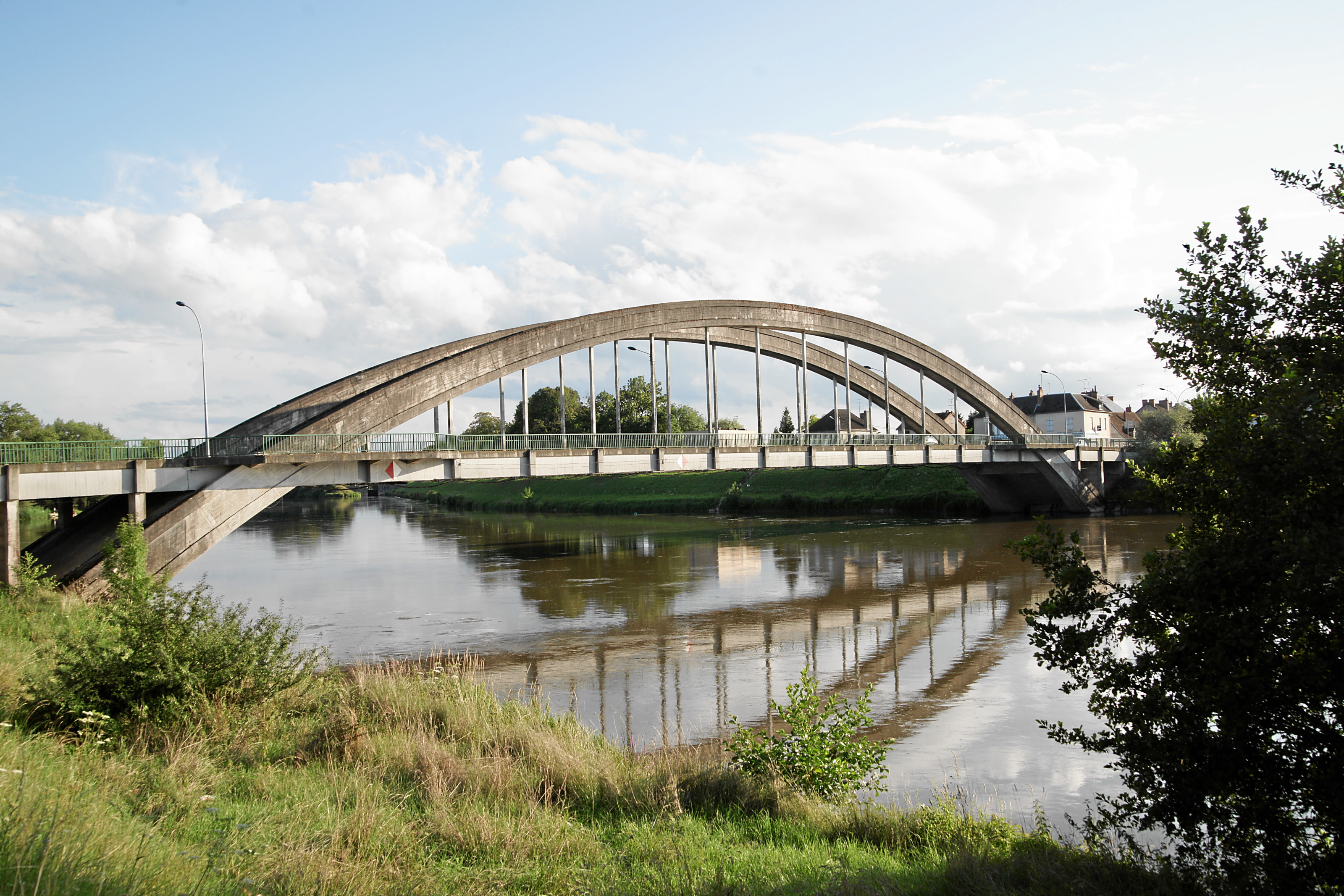
Pont du 152e-RI.

Pendant la Seconde Guerre mondiale, le général Robert Caillaud, originaire d'Auvergne, a commandé la libération de Decize en 1944, face aux 13 000 hommes du général Elster.
L'avant-garde de la colonne Elster lance une contre-attaque dans la nuit du 9 au 10 septembre 1944, pour forcer à tout prix le bouchon de Decize, emporter le pont et permettre à la colonne Elster, qui regroupait les troupes allemandes qui se repliaient du Sud-Ouest, de rejoindre Autun puis l'est de la France. Le pont est tenu par le groupe Thollon. Ce combat nocturne de quatre heures, très violent, montre bien la volonté du général Elster de tout tenter pour sortir de la poche. Le pont est pris, mais la Résistance fait sauter le pont au début du passage. Les Allemands doivent refluer au lever du jour. Le général Elster est contraint de signer sa reddition.
Une plaque commémorative a été dévoilée lors d'une cérémonie protocolaire en présence d'une soixantaine de représentants de l'École spéciale militaire de Saint-Cyr Coëtquidan (ESM), qui a offert la plaque, en l'honneur du général Caillaud, le parrain de cette 207e promotion. Le 152e régiment d'infanterie de Colmar était également présent pour commémorer un de leurs aînés, le vendredi 10 septembre 2021, à l'entrée du pont du 152e-RI au faubourg d'Allier.
En 1946, l'Atelier technique aéronautique de Rickenbach de la SNECMA est transfèré à Decize. Il s'agit d'ingénieurs allemands (et leurs familles) travaillant sur la conception des moteurs à réaction sous la direction d'Hermann Östrich. À partir de 1947, ils sont progressivement installés sur le site de Villaroche en Seine-et-Marne.

## Politique et administration

### Administration municipale
Maire : Justine Guyot (2020-2026)

### Liste des maires

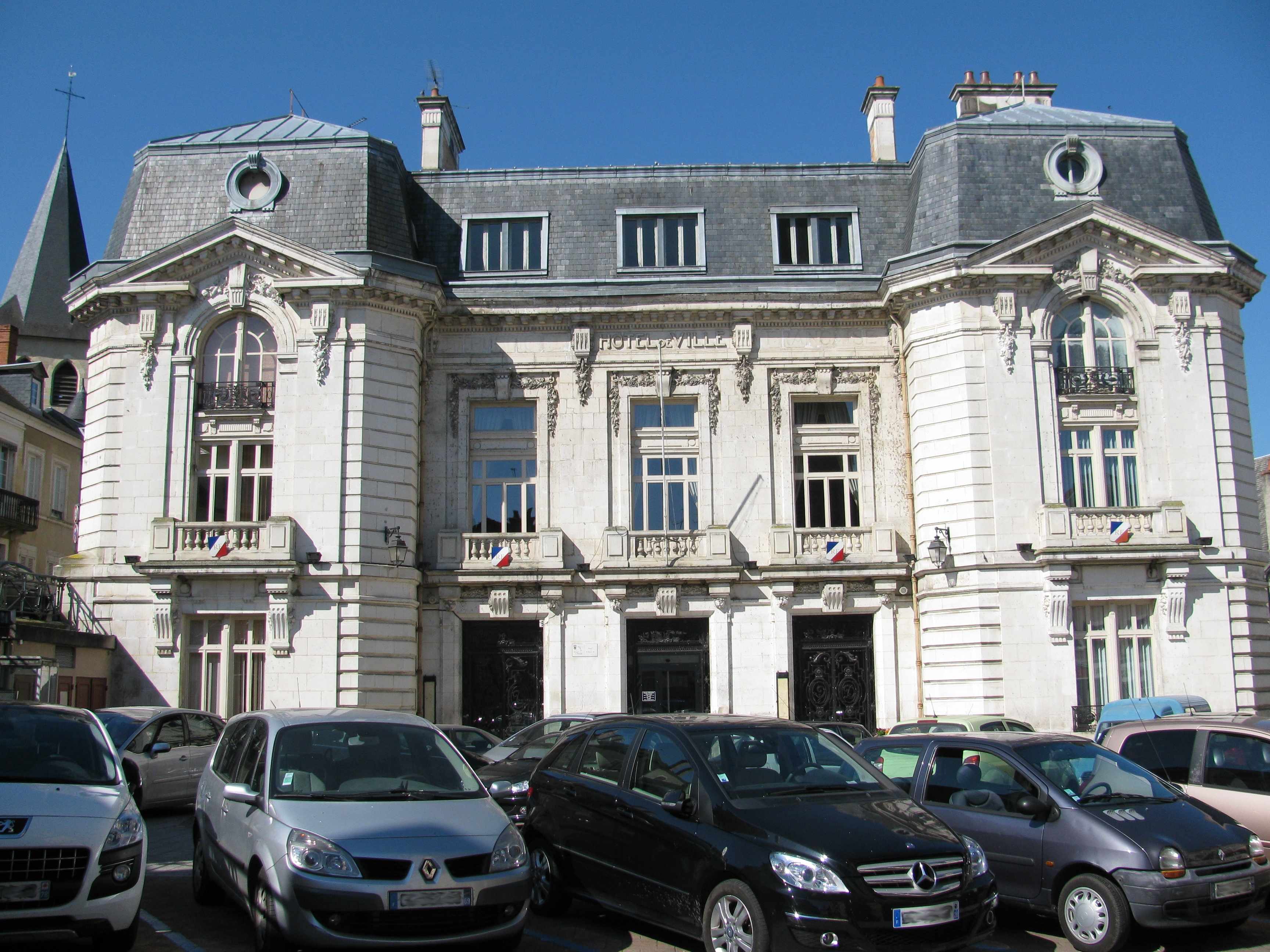
La mairie.

### Jumelages
- Betzdorf (Allemagne).

## Population et société

### Démographie
L'évolution du nombre d'habitants est connue à travers les recensements de la population effectués dans la commune depuis 1793. Pour les communes de moins de 10 000 habitants, une enquête de recensement portant sur toute la population est réalisée tous les cinq ans, les populations de référence des années intermédiaires étant quant à elles estimées par interpolation ou extrapolation. Pour la commune, le premier recensement exhaustif entrant dans le cadre du nouveau dispositif a été réalisé en 2008.

En 2022, la commune comptait 5 025 habitants, en évolution de −8,95 % par rapport à 2016 (Nièvre : −3,28 %, France hors Mayotte : +2,11 %).
| 1793  | 1800  | 1806  | 1821  | 1831  | 1836  | 1841  | 1846  | 1851  |
| ----- | ----- | ----- | ----- | ----- | ----- | ----- | ----- | ----- |
| 2 309 | 2 729 | 2 503 | 2 453 | 3 068 | 3 195 | 3 355 | 3 479 | 3 994 |

| 1856  | 1861  | 1866  | 1872  | 1876  | 1881  | 1886  | 1891  | 1896  |
| ----- | ----- | ----- | ----- | ----- | ----- | ----- | ----- | ----- |
| 4 069 | 4 362 | 4 594 | 4 538 | 4 511 | 4 927 | 5 101 | 4 977 | 5 134 |

| 1901  | 1906  | 1911  | 1921  | 1926  | 1931  | 1936  | 1946  | 1954  |
| ----- | ----- | ----- | ----- | ----- | ----- | ----- | ----- | ----- |
| 4 990 | 5 080 | 4 816 | 4 449 | 4 384 | 4 308 | 4 134 | 4 765 | 5 039 |

| 1962  | 1968  | 1975  | 1982  | 1990  | 1999  | 2006  | 2008  | 2013  |
| ----- | ----- | ----- | ----- | ----- | ----- | ----- | ----- | ----- |
| 6 594 | 7 175 | 7 528 | 7 437 | 6 876 | 6 456 | 5 975 | 5 831 | 5 689 |

| 2018  | 2022  | - | - | - | - | - | - | - |
| ----- | ----- | - | - | - | - | - | - | - |
| 5 267 | 5 025 | - | - | - | - | - | - | - |

### Manifestations culturelles et festivités
La foire de Decize ou fête de la Pentecôte, est une des plus grandes fêtes foraines de France et s'installe tous les ans durant la Pentecôte sur la place de Champ-de-Mars et l'allée Marcel Merle. Sur plus d'un km, elle propose de nombreux manèges, attractions et stands de restauration.

## Économie
- Anvis (industrie du caoutchouc).

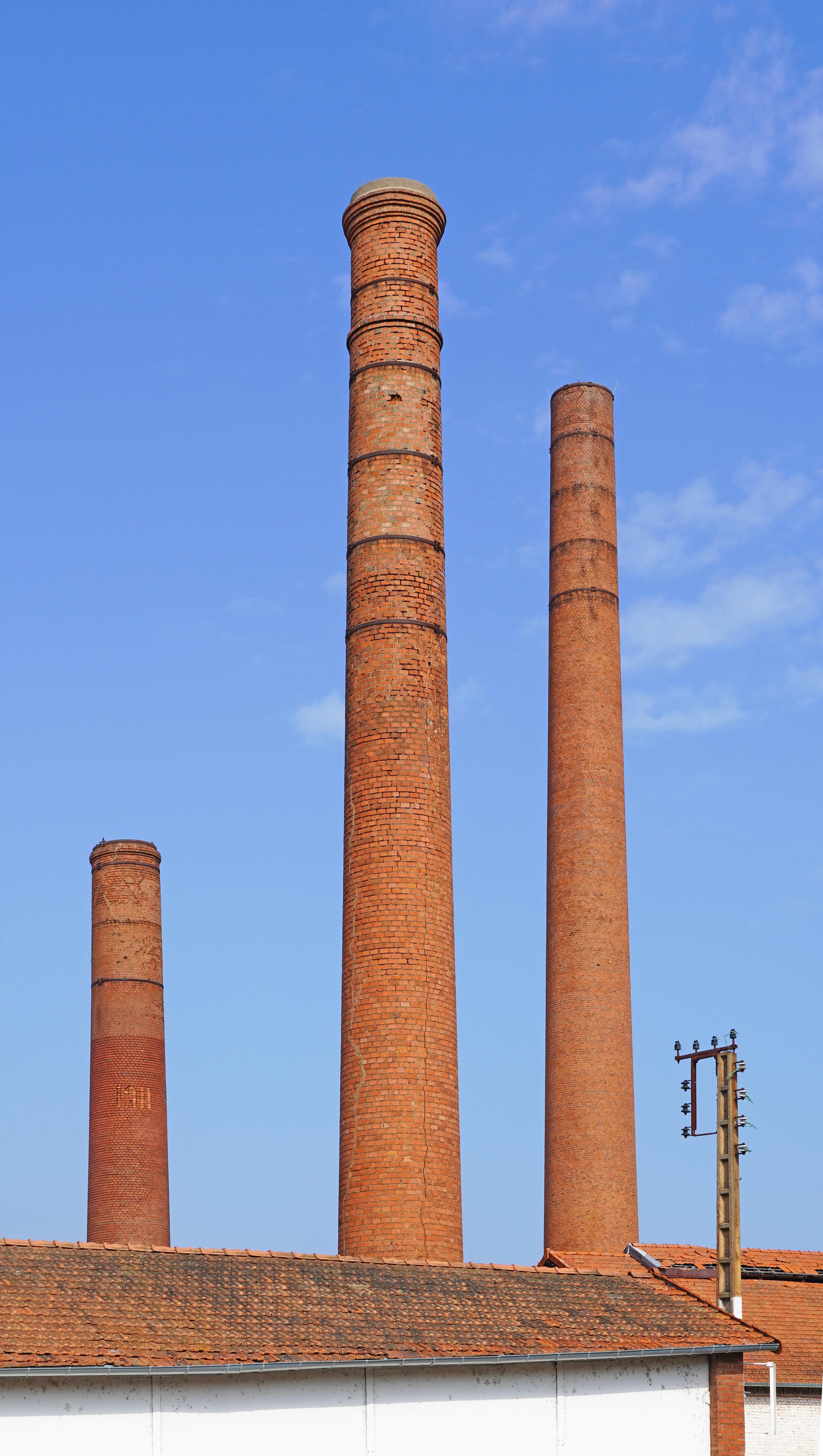
Les grandes cheminées (UCD).

- Anciennes Houillères de Decize (fermées en 1974).
- Usine Céramique de Decize (UCD) créée par Joseph Boigues.

Usine Céramique de Decize (UCD).
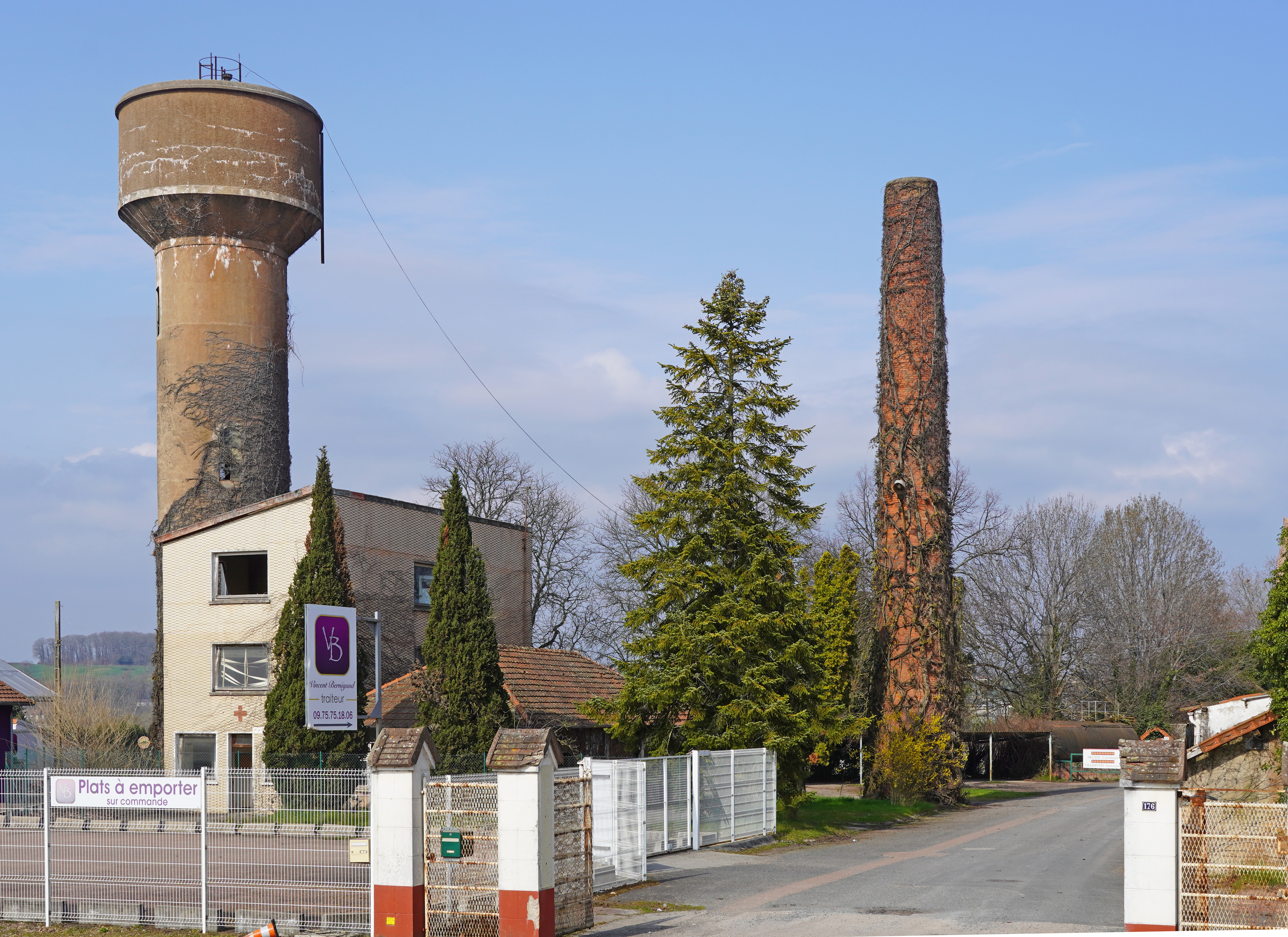
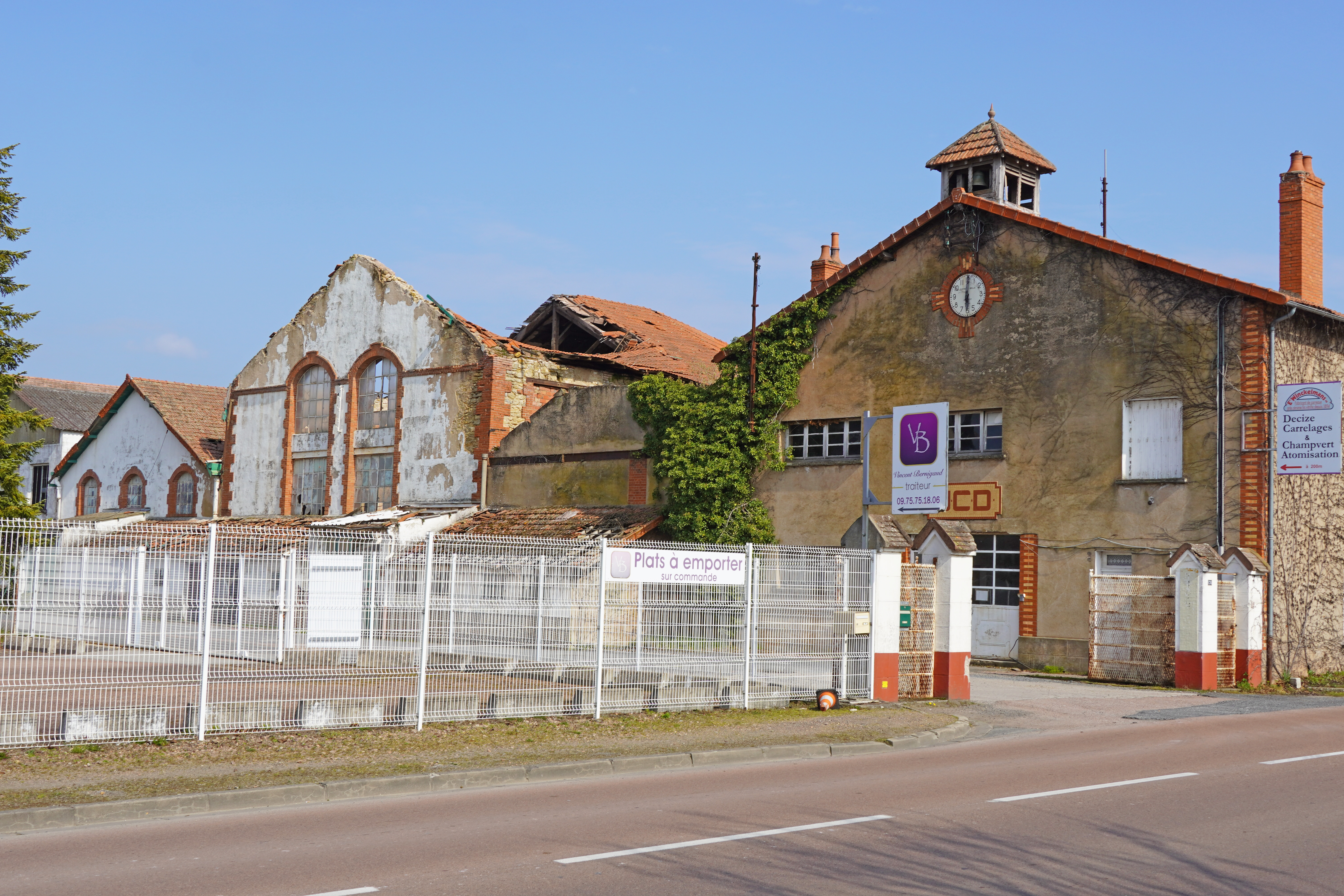
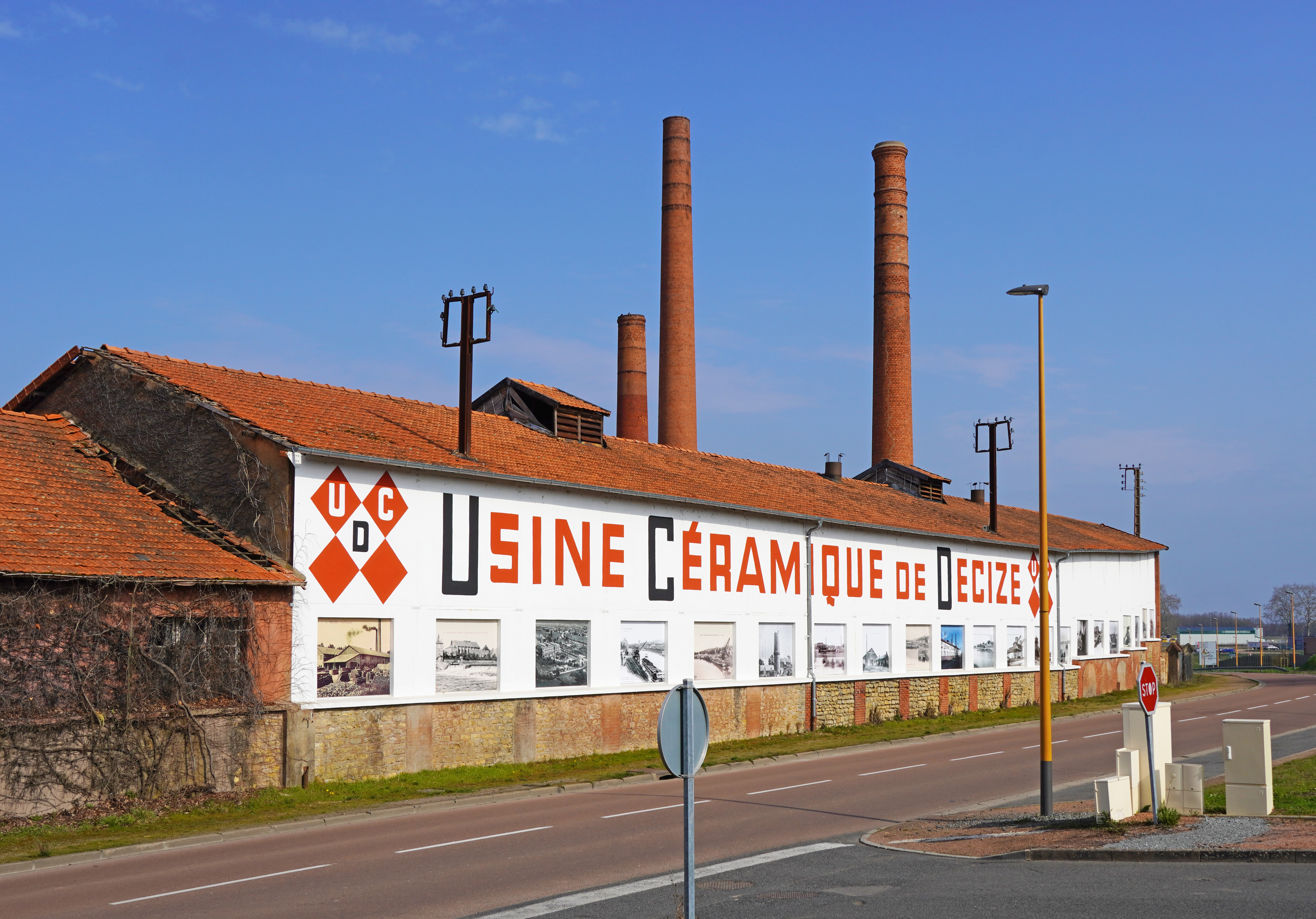

## Culture locale et patrimoine

### Média

#### Télévision
La télévision (TNT) est reçue principalement par les émetteurs du Puy-de-Dôme, du Haut-Folin et parfois de Neuvy-Deux-Clochers.

#### Radio
Deux stations sont reçues sur Decize : la radio locale SNR (Sud Nivernais Radio) sur 100.1 et la radio nationale Europe 1 sur 99.3.
D'autres radios locales sont reçues :
- Radio Morvan 95.8 (Château-Chinon)
- RCF Nièvre 96.8 (Château-Chinon)
- NRJ Nevers 103.6 (Château-Chinon)
- FDL 100.4 (Saint-Honoré les Bains)
- NVS (ex-Radio Nevers FM) 105.2 (Dornes)
- Vibration 106.6 (Château-Chinon)

Les radios nationales peuvent être reçues à partir des émetteurs de Nevers et de Moulins.
Les stations de Radio France sont reçues par les émetteurs du Puy-de-Dôme, du Haut-Folin et parfois de Neuvy-Deux-Clochers.

#### Presse locale
La presse quotidienne régionale est Le Journal du Centre (la rédaction présente à Decize).

### Lieux et monuments

#### Civils
- Ville fleurie : deux fleurs.
- Château de Decize : ruines du château des comtes puis ducs de Nevers.
- Remparts.
- Promenade des Halles.
- Porte du Marquis d’Ancre
La porte du Marquis d'Ancre est la dernière porte à pont-levis de l’enceinte fortifiée de la ville. Elle fut construite par Pierre de Courtenay, comte de Nevers, en 1194 puis remaniée en 1468. Elle faisait partie de la troisième enceinte et des tours de défense située aux extrémités du pont sur la Loire. Il s'agissait d'une des portes d'entrée de Decize.
- Échauguette.
- Tour de l' Horloge.
- Le pont de la Vieille Loire.
- La source de Saint-Aré, exploitée par la Société des eaux minérales de Decize (qui entreprit en 1913 des travaux avec l'Académie de médecine, laquelle autorisa l'exploitation le 3 février 1914) et dont l'embouteillage cessa en 1971[26].

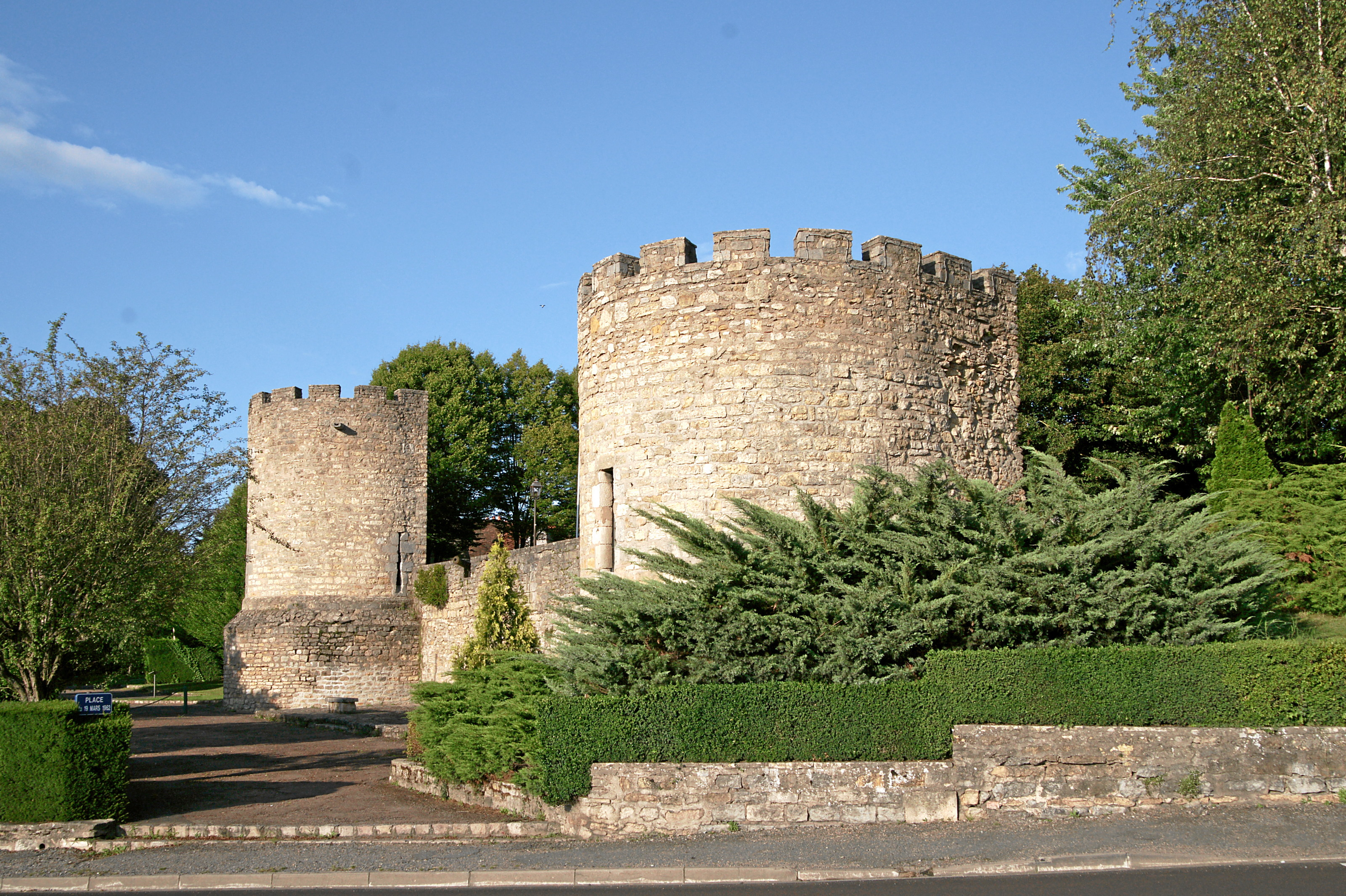
Les remparts.
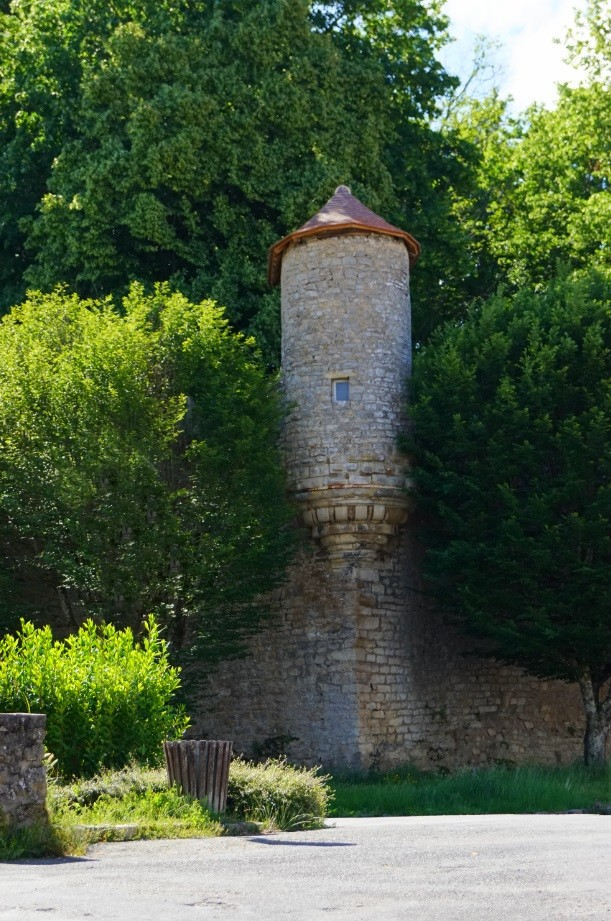
L'échauguette (XVIe siècle).
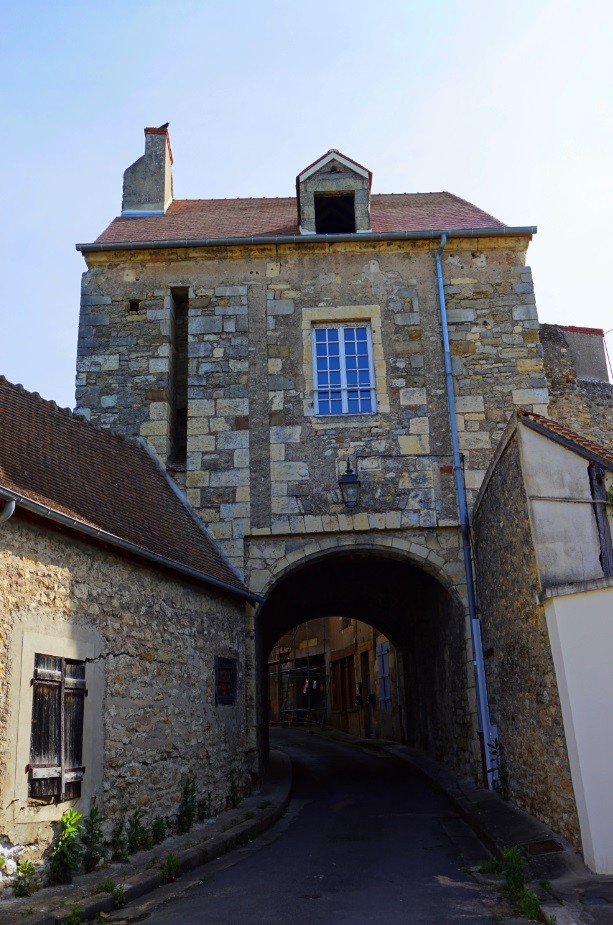
La Porte du Marquis d'Ancre (XVe siècle).
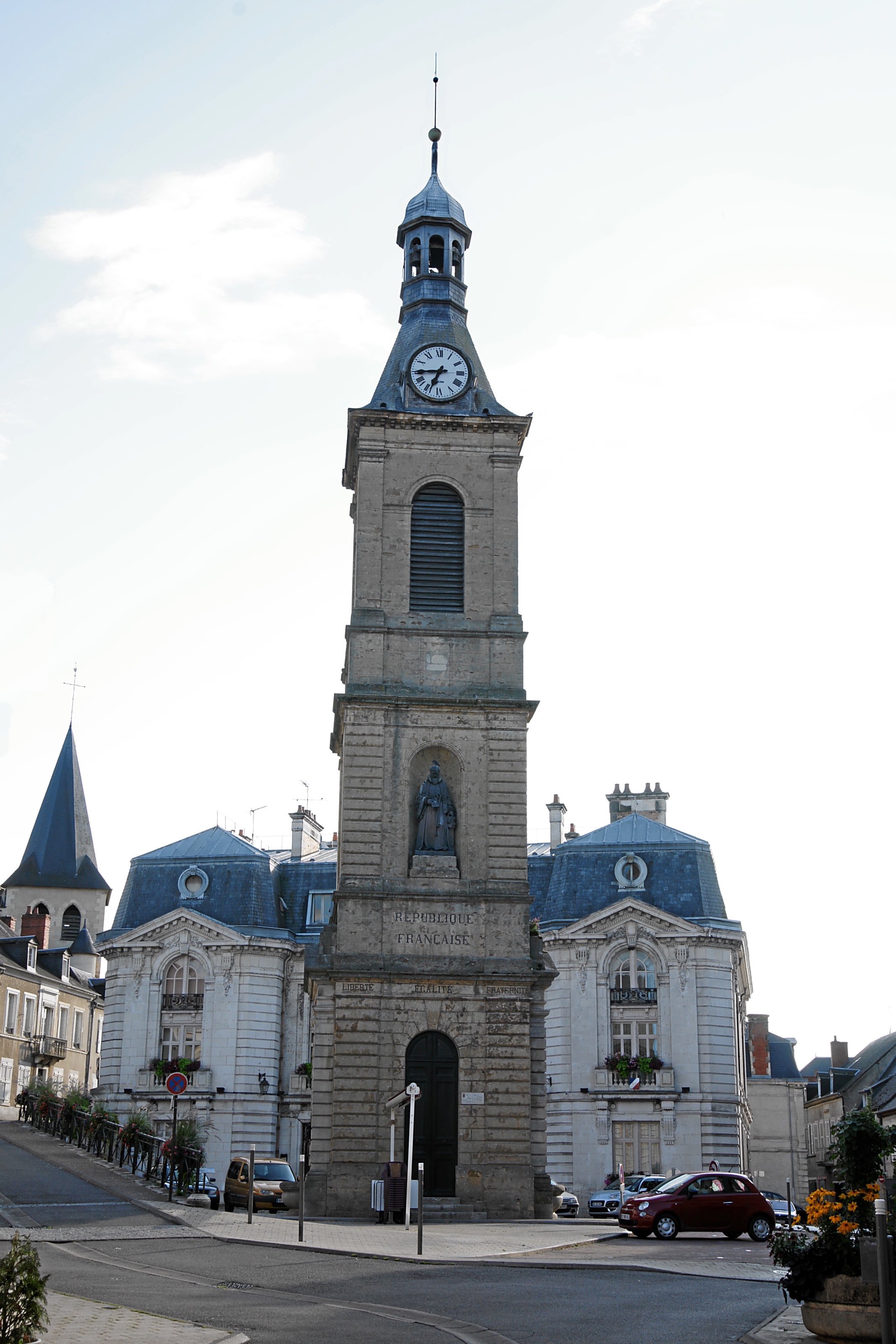
La Tour de l'Horloge (1849).
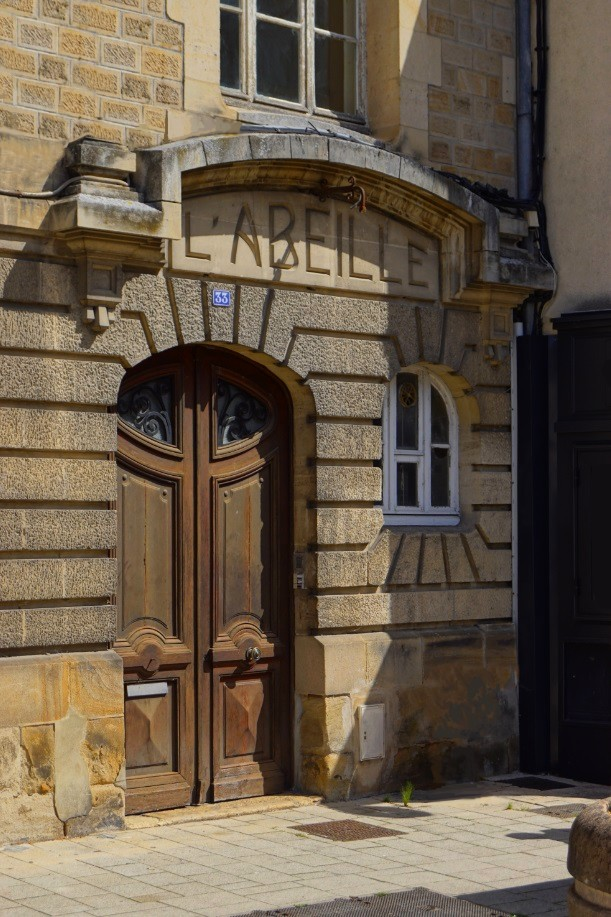
La maison L'Abeille (1920).
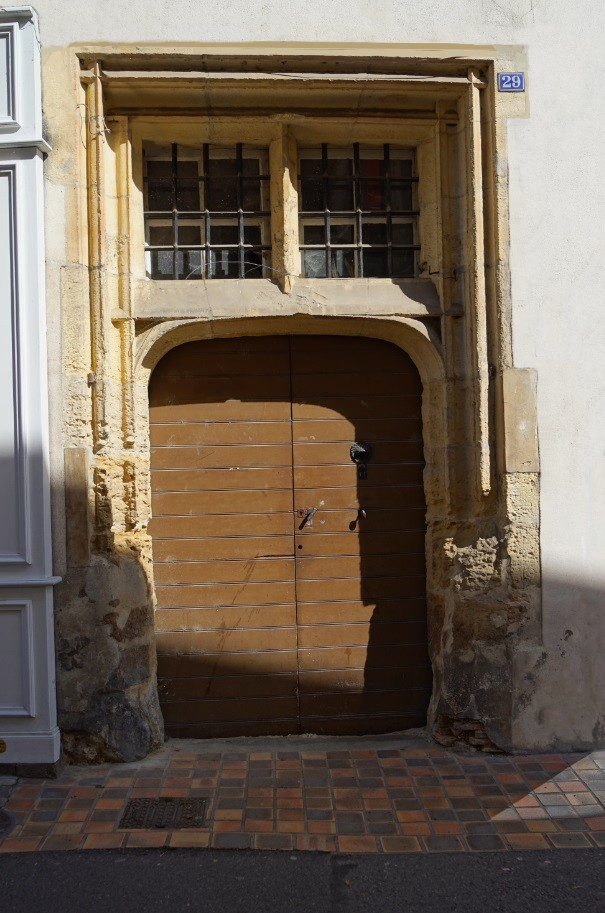
Maison du XVe siècle.
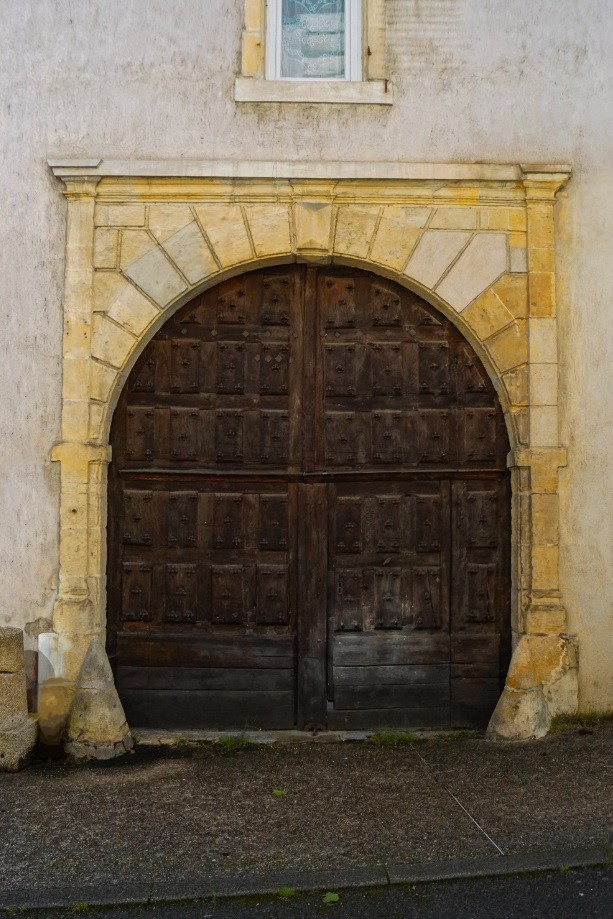
Une porte du XVIIe siècle.
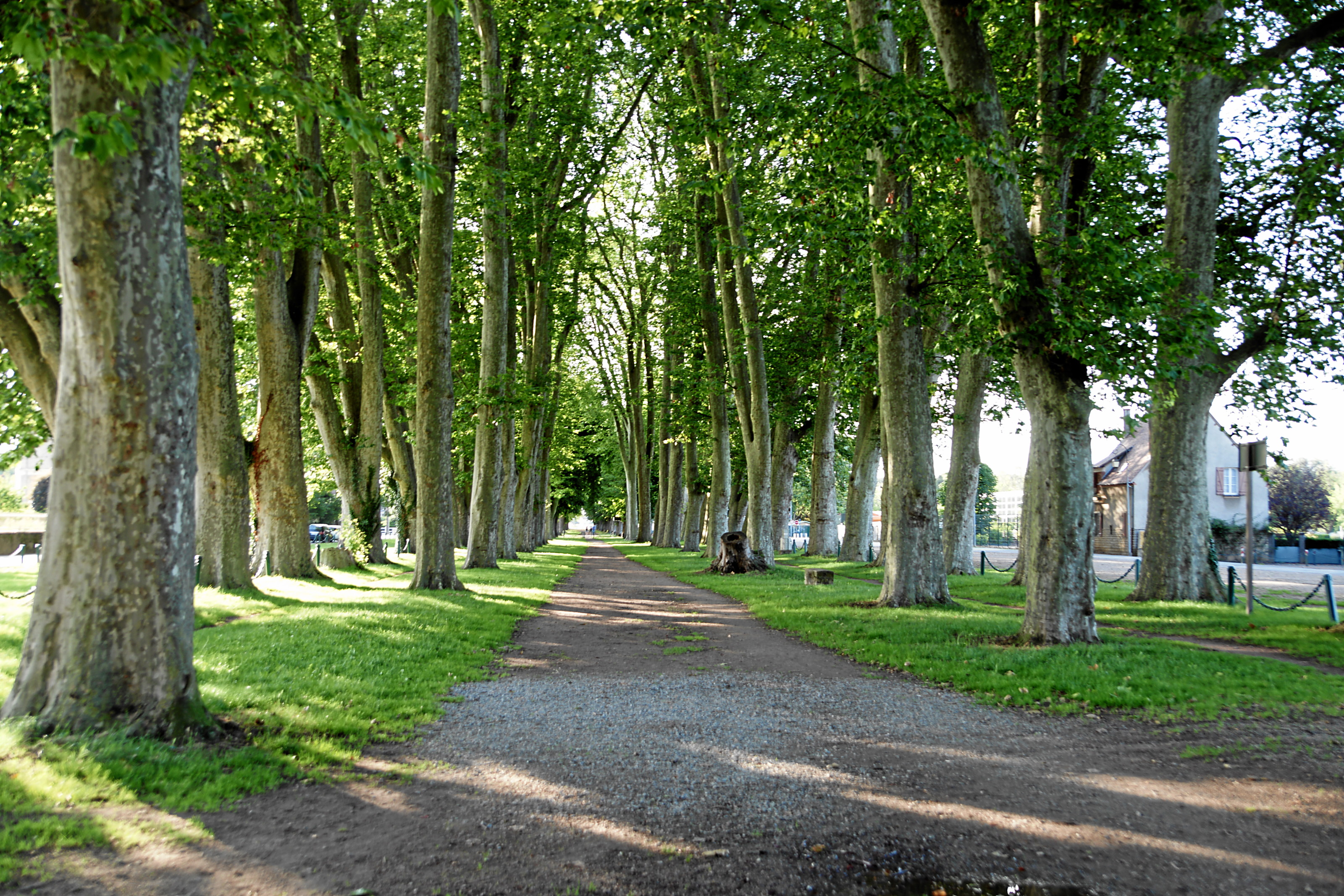
La promenade des Halles.

#### Religieux
- Église Saint-Aré

Selon la légende, le corps de saint Aré aurait été déposé au VIe siècle dans un oratoire au bord du fleuve. L'église aurait ensuite été érigée à cet endroit. L'église paroissiale dotée d'une crypte a été érigée par la suite sur celui-ci.
Saint Aré était évêque de Nevers au VIe siècle, on sait qu'il participa aux conciles d'Orléans (549) et de Paris (552). À sa mort son corps fut déposé selon ses souhaits dans une barque sur Loire. La barque aurait miraculeusement remonté le courant au lieu de le descendre et se serait arrêtée à Decize, où l'évêque devenu saint fut inhumé. 
On dit que dès sa mort, de nombreux pèlerins seraient venus à Decize sur son tombeau. Le culte de saint Aré perdura jusqu'au XVe siècle. Après la Révolution, ses reliques furent éparpillées, puis en partie restituées en 1875, date à laquelle elles furent placées dans une nouvelle châsse.
Au XIXe siècle, les mariniers lui firent édifier une chapelle au bord de la Loire. Les parties les plus anciennes de l'église, la crypte et le chœur, sont datées en partie du VIIe siècle mais la majeure partie de l'église date du XIIe siècle. Bénitier en bronze du XVe siècle. Des modifications ont été apportées aux XVIe s. (portail) et XIXe s. (nef). La seule partie romane encore visible est le chœur. 
L'église est classée monument historique depuis 1875. Ouverte tous les jours.
- Ancien couvent des Minimes

Le couvent des Minimes est un ancien prieuré bénédictin datant du XIe siècle : le prieuré Saint-Pierre de Decize. Le comte Landry de Nevers (†1028) donne le prieuré Saint-Pierre à l'abbaye Saint-Germain d'Auxerre (le prieuré existe donc déjà avant 1028). Le prieuré s'associe en 1250 avec l'abbaye de Saint-Martin d'Autun dont en l'abbé Guillaume de Fontangy fait 1295 réparer à ses frais le prieuré, qui appartient à son couvent, moyennant certaines cessions. La construction du couvent commence dans la seconde moitié du XIe siècle et se poursuit au XIIe siècle. Des bâtiments d'origine, il nous reste le plan, les soubassements et une partie du chœur roman de l'église conventuelle. 
En 1559, un incendie ravagea la ville, l'église et le couvent des Minimes ne furent pas épargnés. Mais il semble qu'à cette époque le couvent était abandonné. 
Il fut racheté en 1621 par les Minimes, qui reconstruisirent la nef de l'église, écroulée, et les bâtiments du couvent en 1629.

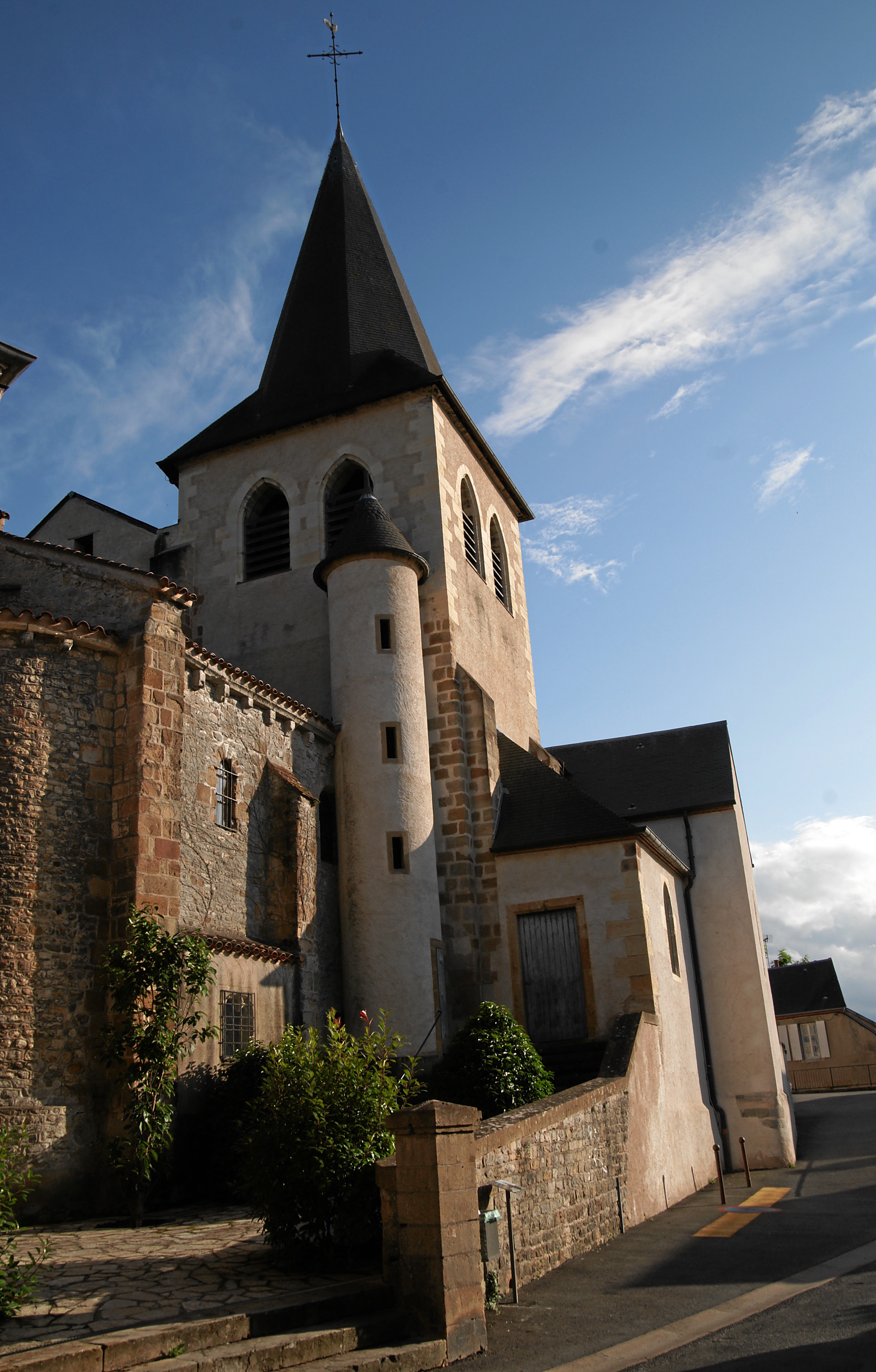
Église Saint-Aré (XIe, XVe, XIXe siècles).
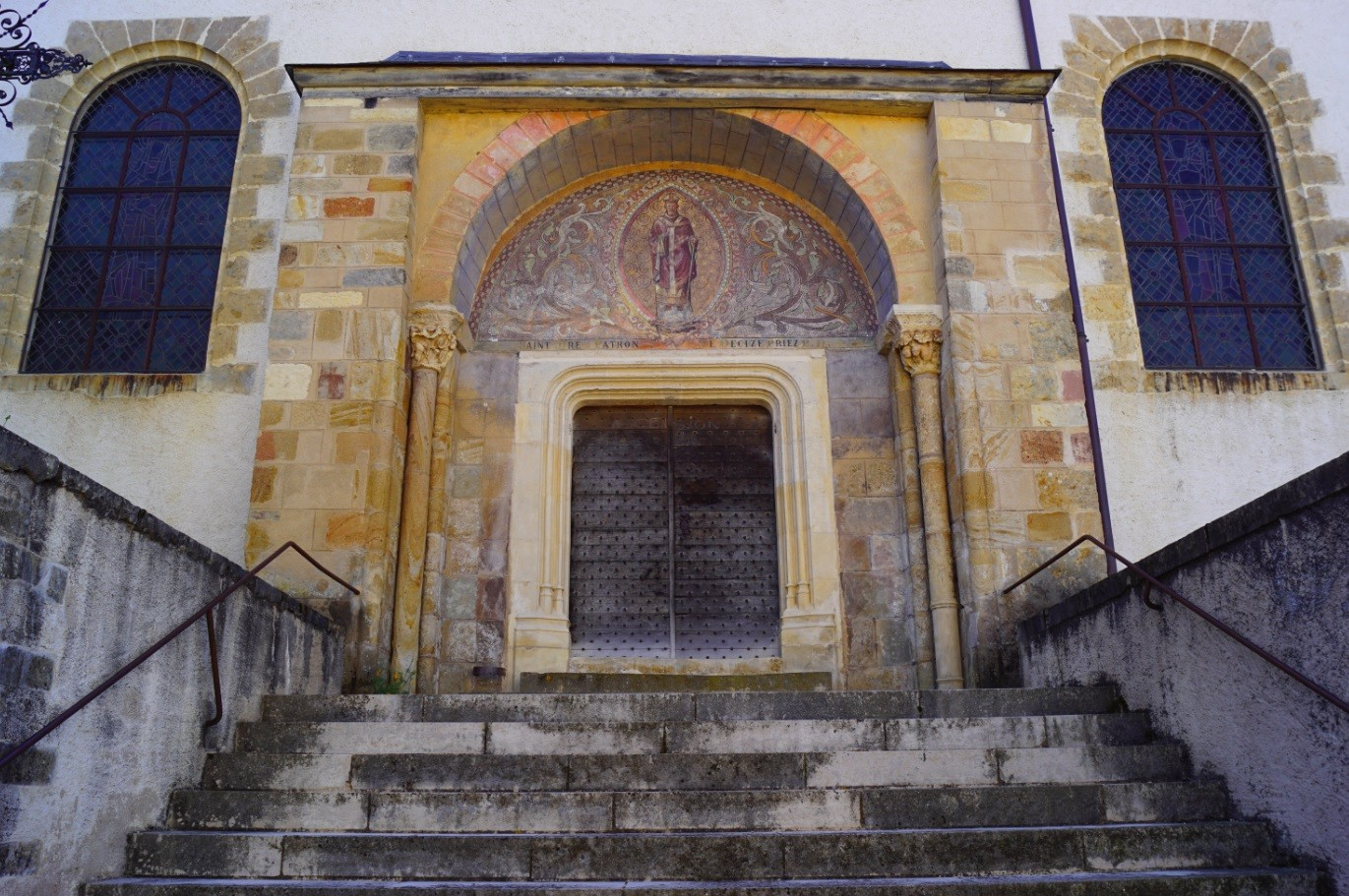
Église Saint-Aré, porte XVe siècle.
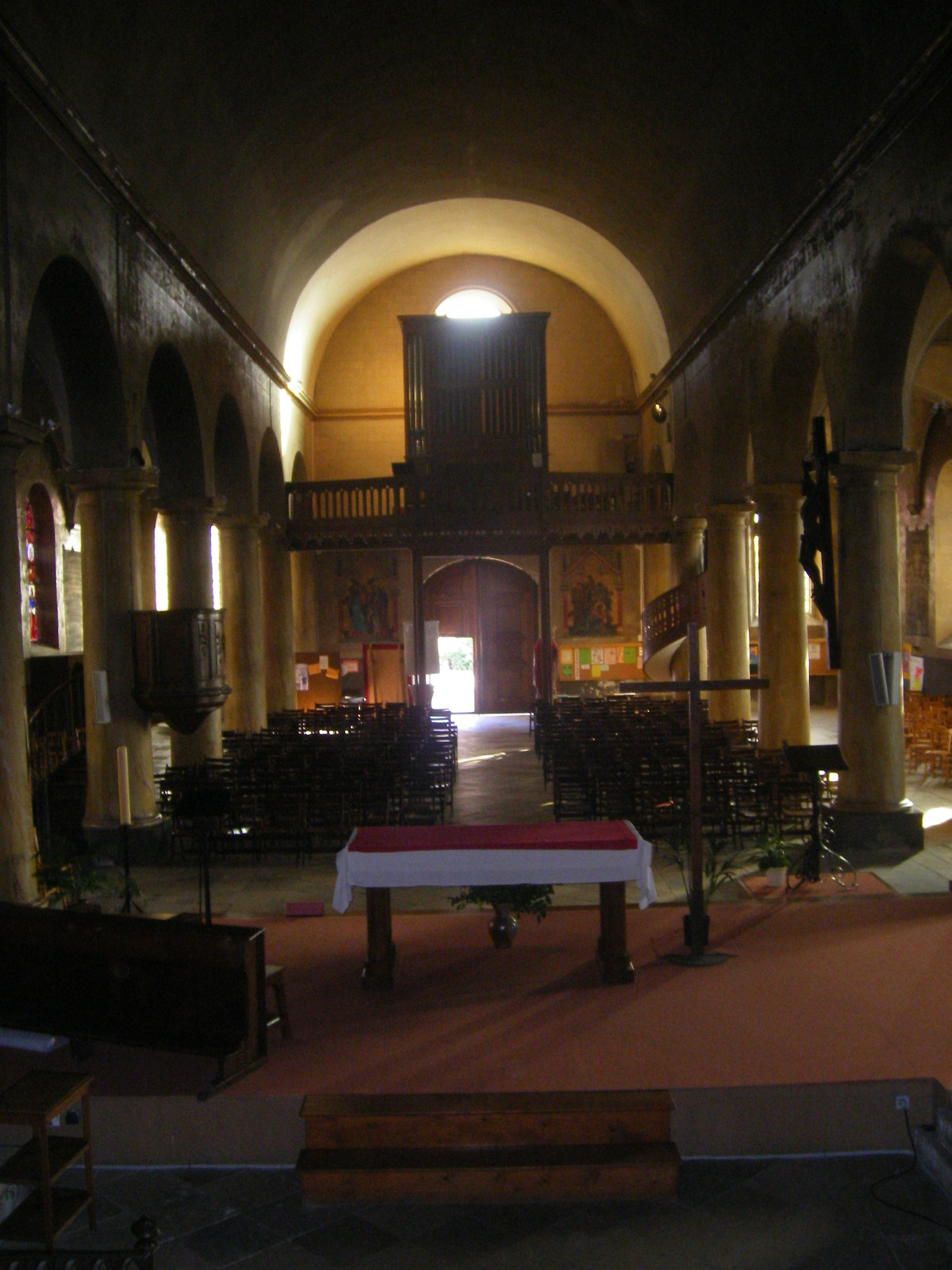
Église Saint-Aré, intérieur.
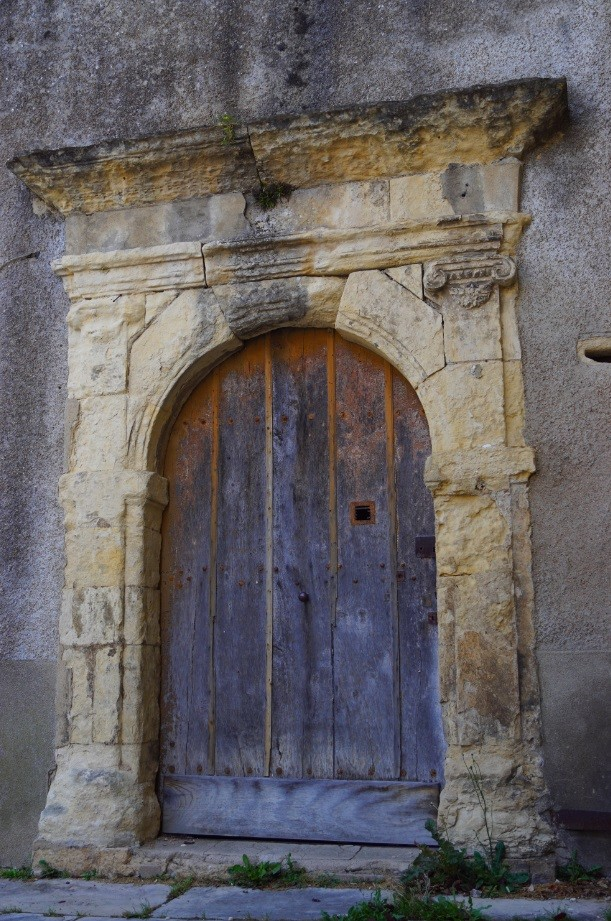
Ancien Couvent des Minimes, porte XVIIe siècle

### Personnalités liées à la commune
- Anne Charlotte Alixand de Montceau (1758-1845), née et décédée à Decize, femme de lettres.
- Guillaume Comoy (1803-1885), ingénieur et inspecteur général des Travaux publics, est né dans la commune[31].
- Guy Coquille (1523-1603), jurisconsulte.
- Marc Crépon (1962 -), philosophe, né dans la commune.
- Gabriel Desprez de Roche, né à Decize, vicaire général de Paris, mort en 1792, béatifié par le pape Pie XI en 1926[32].
- Anna Dondon, membre de la bande à Bonnot, y est née.
- Maurice Genevoix (1890-1980), né à Decize, combattant de la Grande Guerre, romancier et académicien.
- Général Adolphe Hanoteau (1814-1897), auteur d'études importantes sur la langue, la littérature et le droit coutumier de la Kabylie.
- Hector Hanoteau (1823-1890), artiste peintre (natif).
- Robert Lamartine (1935-1990), footballeur professionnel.
- Anselme Lebas (1815-1874), homme politique né à Decize, député de la Nièvre.
- Claude-François Lizarde de Radonvilliers (1709-1789), abbé, pédagogue et académicien.
- Marguerite Monnot (1903-1961), musicienne et compositrice d'innombrables chansons interprétées par Édith Piaf (La goualante du pauvre Jean, Milord, L'hymne à l'amour…) et d'une comédie musicale à succès (Irma la douce), qui lui ont conféré une renommée internationale.
- Louis-Albert Morlon (1846-1920), magistrat, érudit et bibliophile.
- Guy Billout, illustrateur né à Decize.
- Katy Rémy (1945-), écrivain et poète.
- Louis Antoine Léon de Saint-Just (1767-1794), homme politique révolutionnaire (partisan de la Terreur).

### Héraldique
| Blason | Blasonnement : « D'or au lion de sable, armé et lampassé de gueules, à la bordure componée d'argent et de gueules. » |

Decize a obtenu un blason en 1383. Il lui a été donné par le Philippe le Hardi, duc de Bourgogne, et son épouse Marguerite de Flandres.[réf. nécessaire]